# Ripperda Kazerne

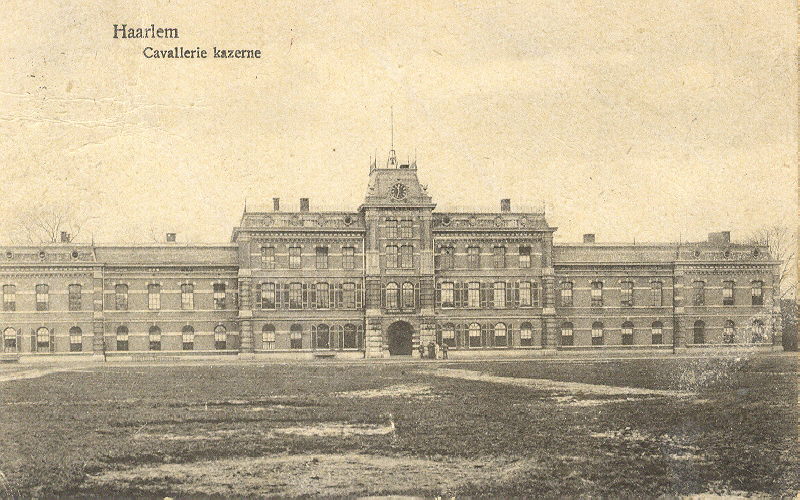
Ripperdakazerne eind 19e eeuw

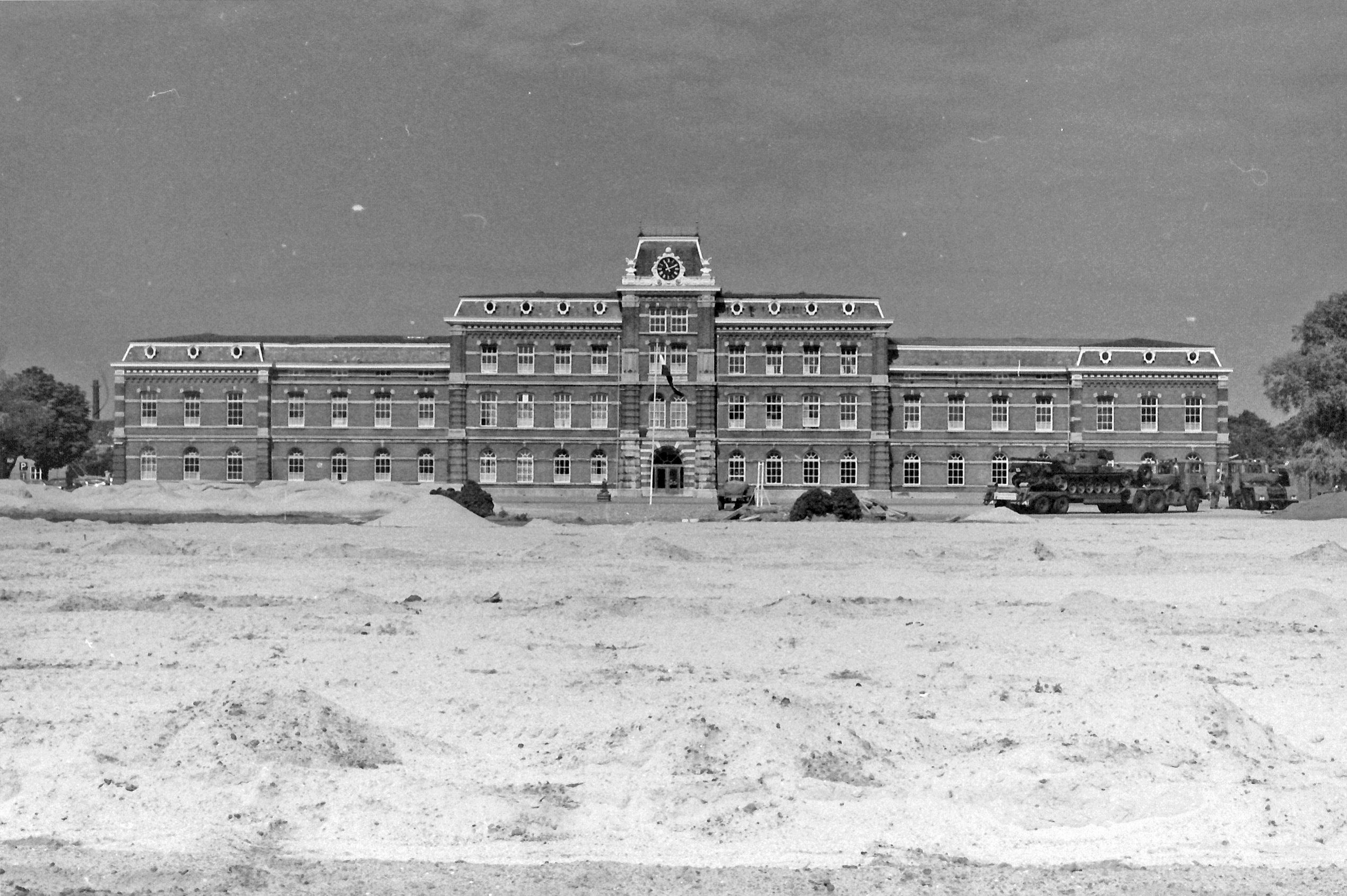
Haarlem Ripperda kazerne met Leopard 1 op dieplader, 1979

De Ripperda Kazerne is een voormalige kazerne van de cavalerie in Haarlem. De voormalige kazerne is te vinden aan de Kleverlaan in Haarlem-Noord. In en rond de gebouwen zijn sinds 2009 woningen en kleine kantoorruimten gevestigd. Het complex wordt 'De Ripperda' genoemd en is gelegen in de Ripperdabuurt.

## Geschiedenis
In de 19e eeuw waren de manschappen van het garnizoen van Haarlem gelegerd in de kazerne aan de Koudenhorn 2, het huidige Haarlemse politiebureau. De officieren en onderofficieren waren verspreid ingekwartierd in de stad. In 1877 stelde de Minister van Oorlog voor om aan de Kleverlaan een cavaleriekazerne te bouwen waar iedereen ondergebracht kon worden. In 1882 werd begonnen met de bouw van de nieuwe kazerne en twee jaar later werd het complex opgeleverd en in gebruik genomen. Het ontwerp was van de hand van majoor I.J.H. Gijsberti Hodenpijl en bestond onder andere uit een kazernegebouw, een foeragemagazijn, woningen voor getrouwde officieren, een gymzaal, een manege en vier paardenstallen. Bijna alle gebouwen zijn bewaard gebleven, een stal en de gymzaal zijn in de 20ste eeuw afgebroken. Vanaf de jaren 1920 werden de paarden vervangen door auto's en motoren, de stallen werden garages. In 1934 werd de kazerne, die in aanvang Cavaleriekazerne heette, ter gelegenheid van het 50-jarig jubileum omgedoopt in Ripperdakazerne naar Wigbolt Ripperda, een geus die leiding gaf aan de Haarlemmers tijdens het beleg van Haarlem.
Gedurende de Tweede Wereldoorlog was de kazerne in gebruik als gevangenis, er werden onder andere verzetslieden gevangen gehouden. Na de oorlog werden er weer Nederlandse militairen gelegerd, die er onder andere hun rijopleiding (legertruck) kregen. Ook was de koksopleiding er gehuisvest. 
Eind 1992 vertrokken alle militairen uit de kazerne, het terrein werd aangekocht door de gemeente Haarlem om er woningen en kantoren te bouwen. De oude gebouwen bleven staan en werden omgevormd tot eengezinswoningen en appartementen, en aanvullend vond er nieuwbouw plaats. Tot de aanvang van de bouw, tussen december 1992 en 2000, deed het centrum dienst als opvanglocatie voor vluchtelingen: eerst voor Bosnische vluchtelingen uit het voormalige Joegoslavië, daarna als tijdelijk opvangcentrum voor asielzoekers. De renovatie en nieuwbouw op het terrein van de Ripperda Kazerne startte in 2005 en werd in 2009 afgerond. In het foeragegebouw werd een kinderdagopvang gehuisvest en in de oude paardenmanege vestigden zich bedrijven.